# Digão
Rodrigo Junior Paula Silva (* 7. května 1988) nebo také Digão je brazilský fotbalista hrající na postu obránce, který v současnosti působí v saúdskoarabském klubu Al Hilal FC.